# کریستین سیلبریسن
کریستین سیلبریسن (انگلیسی: Kristin Silbereisen؛ زادهٔ ۱۴ مارس ۱۹۸۵) یک بازیکن تنیس روی میز اهل آلمان است. 
وی در مسابقات کشوری و بین‌المللی در مجموع برنده ۴ مدال برنز شده‌است.